# PVDC
A PVDC (poli(vinilidén-klorid)) egy, a vinilidén-klorid polimerizációjával létrejövő műanyag.

Poli(vinilidén-klorid)

A poli(vinilidén-klorid):
[-CH2-CCl2-]n vagy (C2H2Cl2)n

## Tulajdonságai
A PVDC ömledék gyors hűtéskor amorf állapotban dermed meg. Amorf állapotban lágy, kaucsukszerű anyag. Az amorf polimer dermedési hőmérséklete −18 °C, azonban melegítés hatására gyorsan kristályosodik. Kristályos állapotban merev, jó szilárdsági tulajdonságokkal rendelkező polimer. Krisztallitjai nyújtáskor orientálódnak, és nagymértékben megnő a mechanikai szilárdság. Nyújtáskor megnő a kristályossági fok is. A PVDC 150 °C körül, tehát a viszkózusan folyós állapot elérése előtt, hidrogén-klorid lehasadás közben bomlik, ez a feldolgozhatóságát nagyban rontja. Mivel a feldolgozhatósága problémás, ezért iparilag nagyobb jelentőséggel bírnak a vinilidén tartalmú kopolimerek, kiváltképp a vinilidén-klorid–vinilidén kopolimer.

## Kopolimerként
A vinilidén-klorid vinil-kloriddal és akrilnitrillel alkotott kopolimerjei a legelterjedtebbek. A vinidilén-klorid–vinil-klorid kopolimerek az összetételtől függően kristályosak vagy amorfak. A kristályosodási vinidilén-klorid–vinil-klorid kopolimerek kristályosodási hajlama teljesen megszűnik, ha a vinilidén-klorid tartalom 70%-nál kisebb. A közepes (30–60%) vinilidén-klorid tartalmú vinidilén-klorid–vinil-klorid kopolimerek jól oldódó, elasztikus polimerek, míg a kis (<20%) vinilidén-klorid tartalmúakat belsőleg lágyított PVC-nek tekinthetjük.